# ليليان وايتنغ
ليليان وايتنغ (بالإنجليزية: Lilian Whiting)‏ هي كاتبة سير وكاتِبة وصحفية أمريكية، ولدت في 3 أكتوبر 1859 في نياجارا فولز في الولايات المتحدة، وتوفيت في 1942.